# Marina pontificia
La Marina pontificia fu la marina militare dello Stato della Chiesa.

## Storia

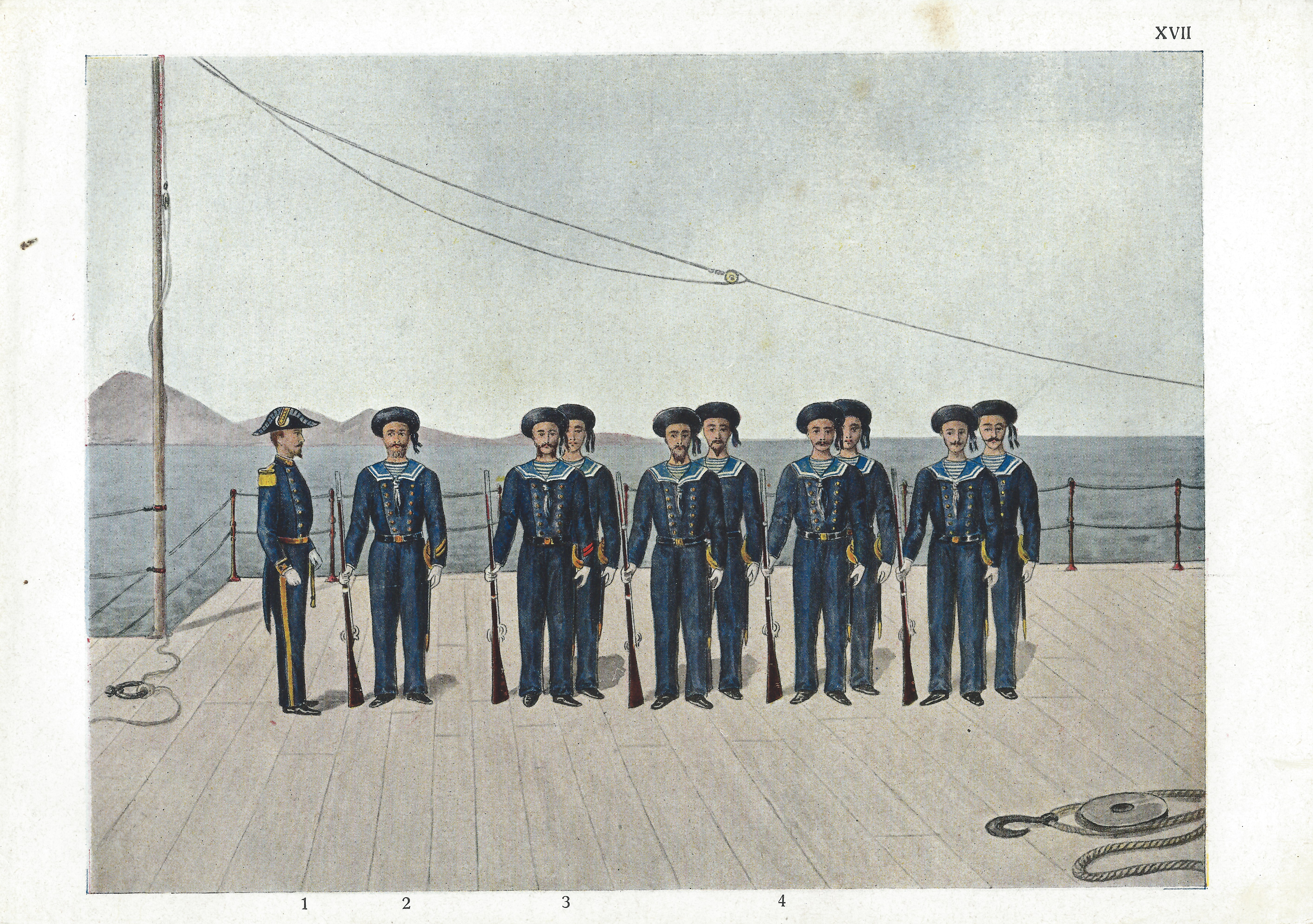
Divise degli ultimi anni: 1 tenente di vascello 2 nostromo 3 timoniere 4 marinai

Attiva lungo tutto l'arco del medioevo, è degna di nota la sua partecipazione, per quanto limitata numericamente, alla battaglia di Lepanto del 1571, quando dodici navi furono inviate sotto il comando di Marcantonio Colonna, capitano generale della marina da guerra del Papa.
Dal 1840 al 1861 il comandante della Marina pontificia fu Alessandro Cialdi (1807-1882).
Nel settembre del 1840, una spedizione da lui comandata salpò alla volta dell'Egitto, per risalire il Nilo e ritirare le colonne di alabastro donate dal viceré d'Egitto per la ricostruenda basilica di San Paolo fuori le mura, che giunsero a Civitavecchia il 16 agosto del 1841.
Nel 1842, il Cialdi condusse un convoglio di tre navi a vapore, acquistate dallo Stato Pontificio nel Regno Unito, dal Tamigi al Tevere. Il convoglio percorse il fiume di Londra, entrò nel canale della Manica percorse la Francia per vie d'acqua dalla Normandia fino a Marsiglia, di qui entrò nel Mediterraneo, giungendo a Roma risalendo il Tevere.
Nel 1848, Cialdi prese parte alla prima guerra d'indipendenza al fianco degli altri stati italiani.
Durante la Repubblica Romana (1849), il piroscafo Roma comandato da Cialdi si distinse nelle acque di Ancona, sfruttando il vapore nei periodi di bonaccia, per contrastare la flottiglia a vela austriaca che strinse d'assedio la città adriatica.
Nel 1856 vennero unificate le marine da guerra, di finanza e del Tevere sotto la nuova denominazione di "Marina militare pontificia".
Nel 1860, ancora agli ordini del tenente colonnello Cialdi, la marina pontificia conobbe una certa espansione, grazie soprattutto all'entrata in servizio della pirocorvetta Immacolata Concezione, della quale restano oggi una scialuppa presso il museo della scienza e della tecnica di Milano ed un modello in scala ridotta e la bandiera, conservati presso il museo storico vaticano di palazzo lateranense.
Dopo la presa di Roma (1870) i mezzi della marina pontificia vennero assorbiti dai corpi del Regno d'Italia, come il piroscafo San Paolo, utilizzato dalla guardia doganale del Regno d'Italia per la vigilanza anticontrabbando presso il delta del Po. Anche le infrastrutture vennero utilizzate dallo stato italiano, compreso l'arsenale navale di Roma, situato presso Porta Portese, in via Portuense, all'interno del porto di Ripa Grande, salvo essere dismesso a fine ottocento a causa della costruzione dei nuovi argini sul Tevere.
Nel 1951 con decreto della Pontificia Commissione per lo Stato della Città del Vaticano, venne stabilito che, in base al diritto internazionale, lo Stato della Città del Vaticano può consentire la navigazione a navi battenti bandiera vaticana.

## Ammiragli generali della marina pontificia
- Paolo Vettori (1515-1522)[7]

...
- Marcantonio II Colonna (nel 1571)

...
- ? (1 ottobre 1644 - 1 gennaio 1645)
- Niccolò I Ludovisi (1645-?)

...
- Vincenzo Rospigliosi (1667-1669)

...
- Marco Ottoboni (1689-1695)
- Papirio Bussi (1695-?)

...
- Ottavio Falzacappa (nel 1805)

...
- Alessandro Cialdi (1840-1861)